# Pandan Arang Ilir
Pandan Arang Ilir is een bestuurslaag in het regentschap Lahat van de provincie Zuid-Sumatra, Indonesië. Pandan Arang Ilir telt 480 inwoners (volkstelling 2010).